# The False Road
The False Road è un film muto del 1920 diretto da Fred Niblo. Scritto e sceneggiato da C. Gardner Sullivan, aveva come interpreti Enid Bennett, Lloyd Hughes, Wade Boteler, Lucille Young, Charles Smiley, Edith Yorke, Gordon Mullen.

## Trama

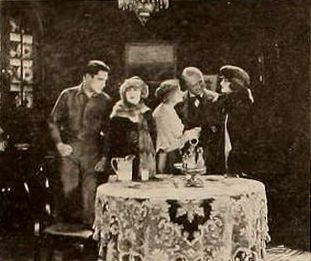
Fotogramma del film

Dopo aver scontato una condanna a due anni di prigione, Roger Moran, un borseggiatore affiliato alla gang di Mike Wilson, decide da quel momento in poi di rigare dritto. Betty Palmer, la sua ragazza, anche lei appartenente alla banda, non vuole abbandonare la "via sbagliata" e Roger, allora, la lascia, trovando lavoro nella banca di Joshua Starbuck. Un giorno, alla banca si presentano Betty e una sua amica, Frisco Minnie. Le due, dopo aver rapinato la banca, fuggono con il denaro. Roger si mette tracce delle ladre e, ritrovata Betty a New York, finge di voler riprendere la vita di un tempo. Poi, invece, il suo atteggiamento subisce un brusco voltafaccia. Fa capire a Betty gli sbagli che sta facendo e la convince ad aiutarlo a riprendere il denaro per restituirlo a Starbuck. I due rubano la refurtiva a Wilson, il capo della gang, e, quando riportano i soldi al legittimo proprietario, confessano l'intera storia. Vengono ambedue assolti e possono così ricominciare una vita felice insieme.

## Produzione
Il film, con il titolo di lavorazione The Man in the Moon, fu prodotto dalla Thomas H. Ince Corporation sotto la supervisione di Thomas H. Ince.

## Distribuzione
Il copyright del film, richiesto dalla Thomas H. Ince, Inc., fu registrato il 9 marzo 1920 con il numero LP14890.

Distribuito negli Stati Uniti dalla Paramount-Artcraft Pictures, il film uscì nelle sale cinematografiche il 18 aprile 1920.
Copie complete della pellicola si trovano conservate negli archivi della Library of Congress di Washington.